# 邱于芸
邱于芸（1971年5月8日—），出生於臺灣臺北市，文化與美學研究學者。現為台灣土地開發公司董事長暨總經理，2014年九合一選舉時擔任台北市市長候選人柯文哲競選總部「柯文哲青年公民思考營」召集人，2015年受借調為中華民國文化部政務次長。於劍橋大學東亞系中文組畢業後赴台教書，曾任教於國立政治大學，對台灣文化創意相關議題十分關注，於政治大學時期建立共用工作空間創立方，2012年10月10日自行成立共用工作空間卡市達創業加油站。

## 學經歷
1990年自復興美工工藝設計科畢業。
1993年9月進入英國倫敦政經學院專攻「哲學、邏輯與科學方法系」，並於1996年6月畢業取得學士學位。
2003年10月考取英國劍橋大學東亞系，2004年8月取得碩士學位，於2009年4月以《另一種自由的追求：沈從文美學研究》為論文題目取得博士學位。
2010年9月起擔任國立政治大學傳播學院暨國立政治大學商學院兼任助理教授，並於同年10月至2012年11月期間擔任國立政治大學公共行政及企業管理教育中心研究諮詢組組長。
2012年2月至2018年擔任國立臺北科技大學文化事業發展系助理教授。
2012年10月10日獨自成立卡市達創業加油站。
2014年擔任柯文哲競選總部舉辦之「We Care青年公民營，以設計思考重新設計台北」活動召集人，同年曾擔任行政院勞工委員會職業訓練局雲嘉南區就業服務中心輔導委員、臺北市政府產業發展局「研商推動臺北市亞太創業中心」委員、臺北市政府產業發展局「臺北市科技產業設計創新計畫審查會議」委員、臺北市政府產業發展局「臺北市產業發展獎勵補助會議」委員。
2015年1月至10月期間受借調為中華民國文化部政務次長。同年曾擔任勞動部勞動力發展署雲嘉南分署輔導講師、文化部「圓夢計畫」評審委員。
2018年6月20日至2019年7月30日由台灣土地開發公司董事會通過聘任總經理。
2025年5月21日，因涉泰山經營權爭奪炒股，遭移送北檢，100萬元交保。

## 專案執行及策展經歷

### 產學合作計畫執行經歷
- 2014.01-2015.01 主持執行《教育部103年度 強化人文藝術及社會科學基礎應用人才培育中程計畫 人文社會科學應用能力及專長培育計畫 (B 類:實務應用實作課程) 》
- 2014.7-2014.10 主持執行《天母扶輪社產學合作計畫：臺北文學地圖-圓山光影，更迭的兩個太陽》
- 2013.10-2014.01 與國立臺北科技大學李南海教授共同主持執行《天母扶輪社 （页面存档备份，存于）產學合作計畫：臺北文學 地圖-陸橋、光碟、舊書攤》
- 2014.01-2014.12 主持執行《國立臺北科技大學 「103 年度教學卓越計畫：薪傳計畫」 》
- 2014.01-2014.12 主持執行《國立臺北科技大學典範計畫：臺北文學地圖-新生南路文化地景及期待重現歷史之軌跡》
- 2013.01-2013.12 主持執行《國立臺北科技大學 「102 年度教學卓越計畫：薪傳計畫」 》
- 2014.01-2014.12 與國立臺北科技大學林鳳儀教授共同主持執行《臺灣共同工作空間之發展模式與區域創意生態績效之分析》

### 策展經歷
- 2012年12月 字得其樂：字立字強，築空間 ARKI GALÉRIA ，聯合報系/ 台灣土地開發，台北
- 2013年12月 字得其樂：字商 101，築空間 ARKI GALÉRIA ，聯合報系/ 台灣土地開發，台北
- 2014年12月 字得其樂：字戀狂的交響詩 ，築空間 ARKI GALÉRIA ，聯合報系/ 台灣土地開發，台北

## 研討會論文發表
- 《神與物遊–沈從文的物質文化史書寫中的美學基礎》，倫敦亞非學院，英國東南部地區中國文學學術演討會，2008.05。
- 《中國文人美學視野下的《邊城》研究》，邊城文學，湖南省花峘縣文學藝術界聯合會，2010.09。
- 《重新思考寫實主義》，湖南省花峘縣文學藝術界聯合會，2011.11。

- 《無中生有:建構一個以人為本的創意城鄉敘事學》，國立政治大學創新創造力中心，2011.12。
- 《傳奇與認同-刻板印象或故事原型在城鄉品牌的應用》，國立政治大學創新創造力中心，2012.12。
- 《創意經濟的本質》，國立政治大學外語學院兩岸文創政策高階論壇，2013.12。
- 《以數位社群觀點探討媒體產業之創新》，2014 創意產業與文化經濟學術會議(ICCICE2014) ，2014.03。
- 《共同工作空間發展為區域創意生態平台之意義》，國立政治大學創新創造力中心文化創意產業之發展研討會，2014.04。
- 《論臺灣文創教育的科技斷層-以大學文創課程配置現況為例》，國立政治大學創新創造力中心創新研究國際研討會，2014.11。

## 出版著作
- 邱于芸. . 台灣: 遠流出版公司. 2013. ISBN 9789573271185.

- 邱于芸. . 台灣: 麥田出版. 2014. ISBN 9789863440543.

- 邱于芸. . 遠流出版公司. 2014. ISBN 9789573273769.

- 邱于芸. . 台灣: 遠流出版公司. 2015. ISBN 9789573275503.